# Ponte Nuovo (Ivrée)
Pour les articles homonymes, voir Ponte Nuovo.
Le Ponte Nuovo est un pont de la ville d'Ivrée au Piémont en Italie traversant la Doire Baltée.

## Histoire
La construction du pont, conçu par l'ingénieur Guallini et inauguré en 1860, est réalisée par la société Meazza. Sa réalisation fait partie d'un projet plus large de modernisation de la ville d'Ivrea, qui jusqu'alors n'avait qu'un seul pont, le Ponte Vecchio, remontant à l'époque romaine,. Après son inauguration, le nouveau pont absorbe la majorité du trafic, car il était situé le long de l'axe reliant le centre-ville à la gare d'Ivrée.
En 1917, le pont est élargi avec la construction d'un trottoir du côté aval. Dans les années 1950, un trottoir du côté amont est également ajouté.
Le 15 octobre 1926, par une résolution du conseil municipal, le pont est dédié à la princesse Élisabeth de Bavière, épouse du prince Thomas, duc de Gênes. Le 18 décembre 2010, pour le cinquantième anniversaire de sa mort, le pont est donc ensuite nommé en l'honneur d'Adriano Olivetti.

## Description
Le pont est situé à un endroit où le cours de la Doire Baltée est particulièrement étroit, juste avant que le lit de la rivière ne s'élargisse à nouveau, à environ cent mètres en aval du Ponte Vecchio et à environ cinquante mètres en amont du pont ferroviaire d'Ivrée. La structure se compose d'un pont en arc unique.